# Erythrodes oxyglossa
Erythrodes oxyglossa är en orkidéart som beskrevs av Rudolf Schlechter. Erythrodes oxyglossa ingår i släktet Erythrodes och familjen orkidéer. Inga underarter finns listade i Catalogue of Life.